# Municipio de Grosse Ile
El municipio de Grosse Ile (en inglés: Grosse Ile Township) es un municipio ubicado en el condado de Wayne en el estado estadounidense de Míchigan. En el año 2010 tenía una población de 10 371 habitantes y una densidad poblacional de 214,5 personas por km².

## Geografía
El municipio de Grosse Ile se encuentra ubicado en las coordenadas 42°7′48″N 83°9′3″O / 42.13000, -83.15083. Según la Oficina del Censo de los Estados Unidos, el municipio tiene una superficie total de 48.35 km², de la cual 23,83 km² corresponden a tierra firme y (50,72 %) 24,52 km² es agua.

## Demografía
Según el censo de 2010, había 10 371 personas residiendo en el municipio de Grosse Ile. La densidad de población era de 214,5 hab./km². De los 10 371 habitantes, el municipio de Grosse Ile estaba compuesto por el 95,53 % blancos, el 0,4 % eran afroamericanos, el 0,37 % eran amerindios, el 2,38 % eran asiáticos, el 0,24 % eran de otras razas y el 1,09 % eran de una mezcla de razas. Del total de la población el 2,62 % eran hispanos o latinos de cualquier raza.